# Eriostethus krombeini
Eriostethus krombeini är en stekelart som först beskrevs av Baltazar 1964.  Eriostethus krombeini ingår i släktet Eriostethus och familjen brokparasitsteklar. Inga underarter finns listade i Catalogue of Life.